# .fm
.fm – domena internetowa przypisana dla stron internetowych z Mikronezji, grupy wysp na Pacyfiku. Domenę .fm poza nielicznymi wyjątkami takimi jak .com.fm, .net.fm, .org.fm i podobnymi może zarejestrować każdy. Część dochodów z tego tytułu przekazywana jest rządowi Mikronezji. Jest bardzo popularna ze względu na to, iż kojarzy się z radiem FM –  domena fm jest używana przez wiele rozgłośni radiowych z całego świata.